# Efeito termoelétrico

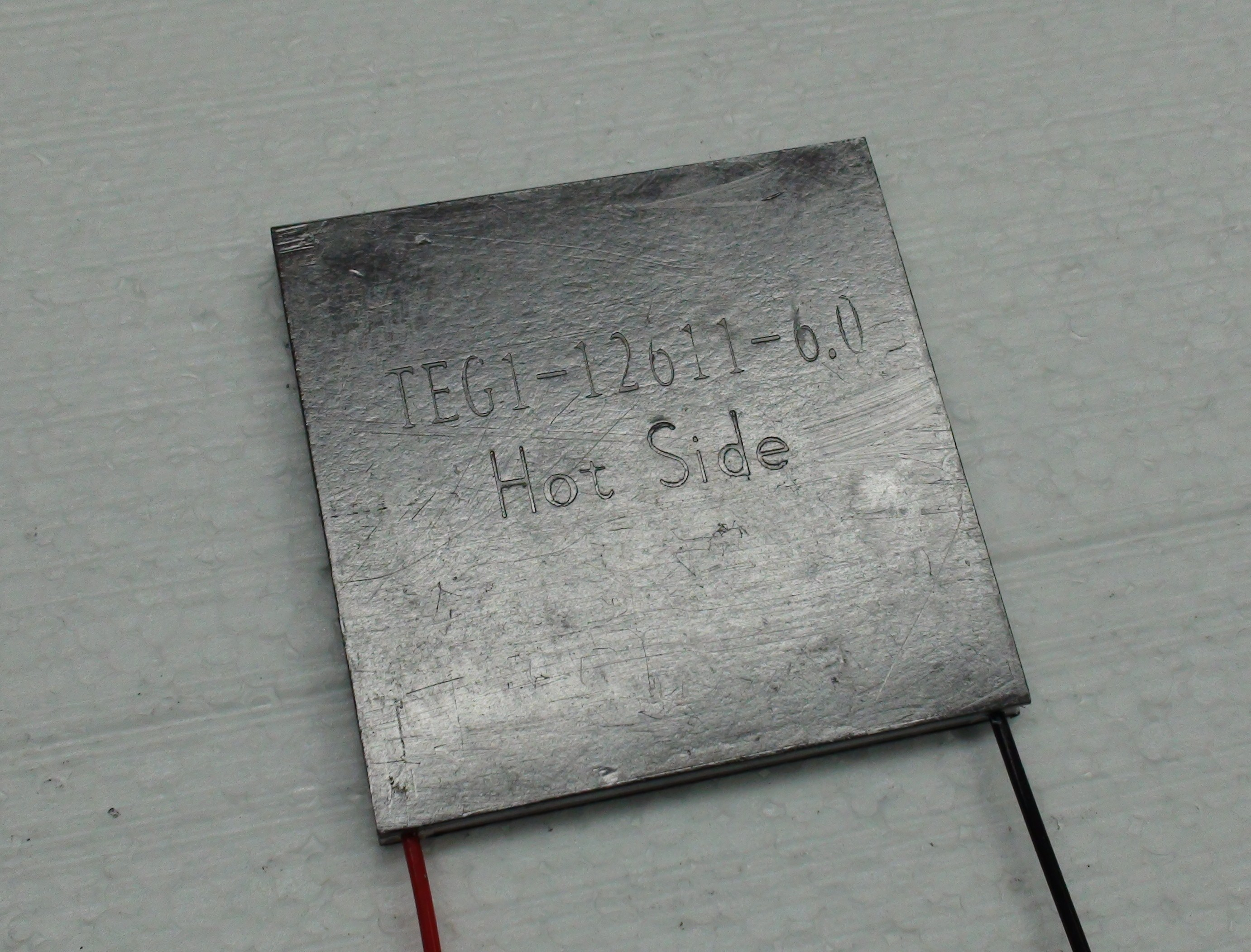
Chapa ilustrativa de efeito termoelétrico

O efeito termoelétrico é a conversão direta da diferença de temperatura em tensão elétrica e vice-versa. Um dispositivo termoelétrico cria uma tensão elétrica quando há uma diferença de temperatura entre seus lados. Quando acontece o contrário, ou seja, lhe é aplicada uma tensão elétrica, cria-se uma diferença de temperatura (fenômeno conhecido como efeito Peltier). Analisando este efeito na escala atômica (em especial, partículas portadoras de carga elétrica), quando é aplicado um gradiente de temperatura em elétrons ou espaços vazios em um metal para diferenciar o lado quente do frio, ocorre a passagem de uma corrente elétrica que foi induzida termicamente. O efeito de movimentação das cargas elétricas é semelhante ao de quando se aquece um gás, que se expande para qualquer lugar, geralmente para lugares mais frios.
Este efeito de aplicar uma variação de temperatura pode ser usado para gerar eletricidade, medir temperatura, esfriar objetos, aquecê-los ou tratá-los termicamente. O aquecimento ou esfriamento é determinado pelo sentido da corrente elétrica aplicada. Dispositivos termoelétricos produzem controladores de temperatura muito convenientes.
Tradicionalmente, o termo efeito termoelétrico ou termoeletricidade abarca três efeitos identificados separadamente, o efeito Seebeck, o efeito Peltier e o efeito Thomson. Em muitos livros, o efeito termoelétrico pode ser chamado de efeito Peltier-Seebeck. Esta separação provém de descobrimentos independentes do físico francês Jean Charles Athanase Peltier e do físico estônio-alemão Thomas Johann Seebeck. No efeito Joule, o calor gerado quando se aplica uma tensão elétrica através de um material resistente, é em fenômeno relacionado, mas geralmente não se denomina um efeito termoelétrico, e se considera usualmente como um mecanismo de perda devido à não idealidade dos dispositivos termoelétricos). Os efeitos Peltier-Seebeck e Thomson podem, em princípio, ser termodinamicamente reversíveis, enquanto o efeito Joule não é reversível.

## Efeito Seebeck
O efeito Seebeck foi observado pela primeira vez em 1821 quando o físico Thomas Johann Seebeck estudava fenômenos termoelétricos. 

Esse efeito é um clássico exemplo de produção de uma força eletromotriz devido a uma diferença de temperatura de dois metais ou ligas em contato. Ou seja, dois metais, A e B, distintos e unidos por junções e na ausência de eletrólitos ou campos magnéticos  com diferentes temperaturas inicias, estarão submetidos a uma diferença de potencial, que por sua vez induzirá uma corrente elétrica que pode ser mensurada como qualquer outra. 

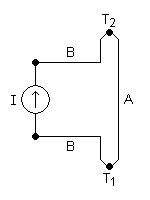
Efeito Seebeck

A força eletromotriz produzida dependerá da diferença inicial de temperatura dos dois metais, e dos parâmetros de transporte de entropia de cada metal  (característica do material). Isso se deve ao fato de metais diferentes responderem de forma distinta com relação a diferenças de  temperatura.
O princípio do efeito Seebeck deriva de uma propriedade física dos condutores metálicos submetidos a um gradiente térmico: quando dois condutores metálicos A e B de diferentes naturezas são acoplados mediante um gradiente de temperatura, os elétrons de um metal tendem a migrar de um condutor para o outro, gerando uma diferença de potencial elétrico num efeito semelhante a uma pilha eletroquímica. Através da condução térmica esse efeito é capaz de transformar energia térmica em energia elétrica com base numa fonte de calor mediante propriedades físicas dos metais.
A densidade de corrente é dada por
{\displaystyle \mathbf {J} =\sigma (-{\boldsymbol {\nabla }}V+\mathbf {E} _{\rm {emf}}),}
Na qual {\displaystyle V} é a tensão e {\displaystyle \sigma } é a condutividade elétrica.
De maneira geral, o efeito Seebeck é descrito pela criação de campo eletromotriz dado por

Efeito Peltier

{\displaystyle \mathbf {E} _{\rm {emf}}=-S{\boldsymbol {\nabla }}T,}
Na qual {\displaystyle S} é o Coeficiente Seebeck que depende das características do material e {\displaystyle {\boldsymbol {\nabla }}T} é o gradiente térmico de {\displaystyle T}.
O coeficiente Seebeck geralmente varia de acordo com a temperatura e fortemente com a composição do condutor. Para os materiais comuns a temperatura ambiente, o coeficiente Seebeck fica no intervalo de -100 μV/K a +1000 μV/K.

## Efeito Peltier
O efeito Peltier foi observado em 1834 por Jean Charles Athanase Peltier, treze anos após o físico Thomas Johann Seebeck ter descoberto o efeito Seebeck em 1821. 
O efeito Peltier consiste na produção de um gradiente de temperatura em duas junções de dois condutores (ou semicondutores) de materiais diferentes quando submetidos a uma tensão elétrica em um circuito fechado.
Esse efeito também é conhecido como Força eletromotriz de Peltier e é o reverso do efeito Seebeck em que ocorre produção de diferença de potencial devido à diferença de temperatura neste mesmo tipo de circuito. Estes dois efeitos podem ser também considerados como um só e denominado de efeito Peltier-Seebeck ou efeito termelétrico. Isto é, são dois efeitos que podem ser considerados como diferentes manifestações do mesmo fenômeno físico.
Quando uma corrente elétrica fluir no circuito e passar pelas junções dos metais, haverá uma variação na temperatura dessas soldagens. Numa das junções libera-se calor e na outra, é absorvido calor. 
O calor Peltier gerado nas junções por unidade de tempo, {\displaystyle {\dot {Q}}}, é dado por
{\displaystyle {\dot {Q}}=\left(\Pi _{\mathrm {A} }-\Pi _{\mathrm {B} }\right)I,}
Na qual {\displaystyle \Pi _{A}} ({\displaystyle \Pi _{B}}) é o coeficiente Peltier do condutor A e (B), e {\displaystyle I} a corrente elétrica do circuito. Observamos também que os coeficientes de Peltier representam quanto calor é gerado por unidade de carga. A relação direta entre os efeitos Perlier e Seebeck pode ser observada na conexão entre seus coeficientes:  {\displaystyle \Pi =TS}.
Note que o total de calor gerado não é determinado somente pelo efeito Peltier, mas também é influenciado pelo efeito Joule. De fato, o calor liberado, chamado de calor de Peltier, é proporcional a corrente elétrica {\displaystyle I}, enquanto que a outra parte, conhecido como calor liberado devido ao efeito Joule, é proporcional ao quadrado da corrente elétrica ({\displaystyle I^{2}}). 

## Efeito Thomson

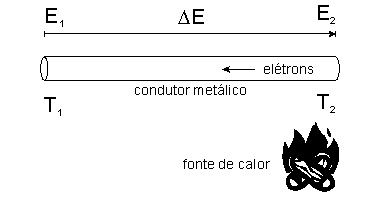
Princípio termoelétrico.

Em 1854, William Thomson (mais tarde Lord Kelvin) mostrou que se as forças eletromotrizes de Peltier fossem as únicas fontes de energia nas soldagens do circuito fechado, então, a força eletromotriz resultante, aquela que chamamos de força eletromotriz de Seebeck deveria depender linearmente da temperatura.
Em muitos materiais, o coeficiente de Seebeck não é constante de acordo com a variação da temperatura. Desse modo, uma dada variação de temperatura pode resultar numa mudança no coeficiente de Seebeck, e a isso podemos denominar de gradiente do coeficiente Seebeck. Se a corrente é conduzida na direção deste gradiente, ocorrerá, então, uma versão contínua do efeito Peltier. Ele descreve o aquecimento ou arrefecimento de um condutor, percorrido por uma corrente, de acordo com um gradiente de temperatura.
Em outras palavras, o efeito Thomsom compreende  a relação entre a taxa de produção de calor, que pode ser maior ou menor que {\displaystyle I^{2}R}, de acordo com a grandeza e direção da corrente, da temperatura e do material.
Se a densidade de corrente {\displaystyle \mathbf {J} } passa através de um condutor homogêneo, O efeito Thomson determina a produção de calor{\displaystyle {\dot {q}}} por unidade de volume através da seguinte relação:
{\displaystyle {\dot {q}}=-\mu \mathbf {J} \cdot {\boldsymbol {\nabla }}T,}
Na qual {\displaystyle {\boldsymbol {\nabla }}T} é o gradiente de temperatura e {\displaystyle \mu } é o coeficiente de Thomson.
O coeficiente de Thomson se relaciona com o coeficiente de Seebeck da seguinte forma:
{\displaystyle \mu =T\,dS/dT}.
Contudo, essa equação oculta o calor liberado pelo efeito Joule.

## As relações de Thomson
O efeito Seebeck é uma mistura do efeito Peltier e Thomson. De fato, em 1854 Thomsom encontrou a relação entre os efeitos e seus coeficientes correspondentes. A temperatura absoluta T, o coeficiente {\displaystyle \Pi } Peltier e o coeficiente S Seebeck  estão relacionados da seguinte maneira pela primeira relação de Thomson:
{\displaystyle \Pi =S\cdot T}
Enquanto que {\displaystyle \mu } relaciona-se da seguinte maneira de acordo com a segunda relação de Thomson
{\displaystyle \mu =TdS/dT.\,}
Nota-se que Thomson inovou o tratamento teórico da termoeletricidade pela tentativa de criação de uma teoria sensata de termodinâmica irreversível.